# Geschwister-Scholl-Gymnasium Aachen
Das Geschwister-Scholl-Gymnasium ist ein dreizügiges, naturwissenschaftlich orientiertes Gymnasium in der Stadt Aachen.

## Geschichte
Das Gymnasium wurde im Februar 1968 zunächst als Mädchengymnasium gegründet und nahm am 9. August 1968 den Unterrichtsbetrieb in den Gebäuden der Aachener Hugo-Junkers-Realschule auf. 1972 erfolgte der Umzug in das heutige Schulgebäude. Im Schuljahr 1974/75 wurde die Koedukation eingeführt.
Das Einzugsgebiet des Gymnasiums umfasst vorrangig die Aachener Stadtteile Eilendorf, Haaren, Forst und Brand. Anbetracht dieses Umfelds setzt sich die Schülerschaft aus fast 90 Nationen zusammen. Das Gymnasium hat Kapazitäten für rund 600 Schüler (G9) und wurde nach den Geschwistern Scholl benannt. Träger der Schule ist die Stadt Aachen.

## Schulleben

### Besondere Fächer
Im Differenzierungsbereich der Klassen 5 und 6 bietet das GSG einen naturwissenschaftlichen Projektkurs an, in dem leistungsstarke Schüler durch halbjährlich wechselnde Themenschwerpunkte zu interdisziplinärem Denken und Arbeiten angeregt werden sollen. Dieser Kurs ist aus dem Konzept einer Projektklasse mit mathematisch-naturwissenschaftlichem Schwerpunkt entstanden, der zwischen 2001 und 2012 gemeinsam mit der RWTH Aachen organisiert worden war.
Ab der 6. Klasse kann eine zweite Fremdsprache gewählt werden. Zur Auswahl stehen dabei Französisch mit dem freiwilligen Zusatzangebot eines DELF-Zertifikats sowie Latein. Ab der 8. Klasse können die  Schüler das Fach „European Studies“ wählen, das bilingual in der Sprache Englisch unterrichtet wird. Außerdem werden die Fächerkombinationen „Geographie und Umwelt“ und „Informationstechnologie und Kommunikation“ sowie als seltenes Unterrichtsfach auch Pädagogik angeboten. Seit dem Schuljahr 2017/18 können die Schüler der Q2 einen dreistündigen Projektkurs wählen, in dem sie zunächst eine entwicklungspsychologische und pädagogische Grundausbildung erhalten und nach den Herbstferien als „Lerncoaches“ unter Betreuung und weiterer theoretischer Hilfe in der Klasse 5 Lernstrategien vermitteln.

### Ganztagsbetreuung
Das Gymnasium ist eine gebundene Ganztagsschule und bietet neben dem Unterricht Arbeitsgemeinschaften, Förderkurse, Wochenplanstunden und Freiarbeit an. Hinzu kommen Sportangebote in den Mittagspausen. Mit der Übernahme des neuen Schulleiters Ali Daccourt im Mai 2022 wurde zudem ein neues musisch-künstlerisches Profil installiert, bei dem mit Hilfe der vier ausgebildeten Theaterpädagoginnen innerhalb des Kollegiums vor allem Theater, Tanz und Musik angeboten werden, um damit das Sozialgefüges für die multikulturelle Zusammensetzung der Schülerschaft zu stärken. Dagegen verschwanden die zahlreichen Nationalflaggen vor der Schule, um das Miteinander unabhängig von Name, Herkunft, Hautfarbe, Religion oder sexuelle Orientierung zu fördern.

## Partnerschulen
Im Laufe der Jahre ging das Geschwister-Scholl-Gymnasium mehrere Schulpartnerschaften ein, die sich teilweise aus dem Comenius-Programm der Europäischen Union entwickelt haben, darunter die:
- Furtherwick Park School, Canvey Island, Essex, von 2001 bis 2011
- Cornelius Vermuyden School, Canvey Island, Essex, von 2011 bis 2014
- James Hornsby High School, Basildon, Essex, von 2011 bis 2014
- Gable Hall School, Corringham, Essex, GB, seit 2015
- The Leigh UTC, Leigh, Kent, seit 2022